# Ugovec
Ugovec – wieś w Słowenii, w gminie Oplotnica. W 2018 roku liczyła 152 mieszkańców.